# MG-123
A MG-123 é uma rodovia brasileira do estado de Minas Gerais. Pela direção e sentido que ela percorre, é considerada uma rodovia longitudinal.
Liga a BR-381 em João Monlevade à MGC-120 em Alvinópolis. Possui 54,8 km de extensão, sendo a estrada toda pavimentada.